# العلاقات الأوزبكستانية الفنزويلية
العلاقات الأوزبكستانية الفنزويلية هي العلاقات الثنائية التي تجمع بين أوزبكستان وفنزويلا.

## مقارنة بين البلدين
هذه مقارنة عامة ومرجعية للدولتين:
| وجه المقارنة                                              | أوزبكستان       | فنزويلا                                  |
| --------------------------------------------------------- | --------------- | ---------------------------------------- |
| المساحة (كم2)                                             | 448.98 ألف      | 916.45 ألف                               |
| عدد السكان (نسمة)                                         | 32.39 مليون     | 28.87 مليون                              |
| الكثافة السكانية (ن./كم²)                                 | 72.14           | 31.5                                     |
| العاصمة                                                   | طشقند           | كاراكاس                                  |
| اللغة الرسمية                                             | اللغة الأوزبكية | اللغة الإسبانية، لغة الإشارة الفنزويلية ‏ |
| العملة                                                    | سوم أوزبكستاني  | بوليفار فنزويلي                          |
| الناتج المحلي الإجمالي (بليون دولار)                      | 48.72 مليار     | 482.36 مليار                             |
| الناتج المحلي الإجمالي (تعادل القوة الشرائية) بليون دولار | 190.50 مليار    |                                          |
| الناتج المحلي الإجمالي الاسمي للفرد دولار أمريكي          | 2.13 ألف        |                                          |
| الناتج المحلي الإجمالي للفرد دولار أمريكي                 | 5.57 ألف        |                                          |
| مؤشر التنمية البشرية                                      | 0.675           | 0.762                                    |
| رمز المكالمات الدولي                                      | +998            | +58                                      |
| رمز الإنترنت                                              | .uz             | .ve                                      |
| المنطقة الزمنية                                           | ت ع م+05:00     | 00                                       |

## منظمات دولية مشتركة
يشترك البلدان في عضوية مجموعة من المنظمات الدولية، منها:
| علم المنظمة | اسم المنظمة                        | تاريخ انضمام أوزبكستان | تاريخ انضمام فنزويلا |
| ----------- | ---------------------------------- | ---------------------- | -------------------- |
|             | وكالة ضمان الاستثمار متعدد الأطراف | 4 نوفمبر 1993          | 9 مايو 1994          |
|             | منظمة الشرطة الجنائية الدولية      | ?                      | ?                    |
|             | منظمة حظر الأسلحة الكيميائية       | ?                      | ?                    |
|             | البنك الدولي للإنشاء والتعمير      | 21 سبتمبر 1992         | 30 ديسمبر 1946       |
|             | الأمم المتحدة                      | 2 مارس 1992            | 15 نوفمبر 1945       |
|             | مؤسسة التمويل الدولية              | 30 سبتمبر 1993         | 28 ديسمبر 1956       |
|             | يونسكو                             | 26 أكتوبر 1993         | 25 نوفمبر 1946       |
|             | الاتحاد البريدي العالمي            | ?                      | ?                    |
|             | الاتحاد الدولي للاتصالات           | 10 يوليو 1992          | 13 أغسطس 1920        |

## وصلات خارجية
- موقع وزارة الخارجية الأوزبكستانية
- موقع وزارة الخارجية الفنزويلية